# "Hello, World!"
„Hello, World!” program (hrv. „Pozdrav svijete!”) je računalni program koji prikazuje poruku „Hello, World!”. Takav program je vrlo jednostavan u većini programskih jezika te se često koristi kao prikaz osnovne sintakse određenog programskog jezika. „Hello, World!” program obično je prvi program koji programeri napišu.

## Pozdravljanje svijeta u raznim programskim jezicima
Bash:
```
#!/bin/bash

STR
=
"Hello World!"

echo
 
$STR

```

Basic:
```
10
 
PRINT
 
"Hello, World!"

20
 
END

```

C:
```
#include
 
<stdio.h>

int
 
main
(
void
)

{

    
printf
(
"hello, world
\n
"
);

    
return
 
0
;

}

```

C++:
```
#include
 
<iostream>

int
 
main
()

{

    
std
::
cout
 
<<
 
"Hello, world!
\n
"
;

    
return
 
0
;

}

```

C#:
```
using
 
System
;

class
 
Program

{

    
static
 
void
 
Main
(
string
[]
 
args
)

    
{

        
Console
.
WriteLine
(
"Hello, world!"
);

    
}

}

```

F#:
```
open
 
System

Console
.
WriteLine
(
"Hello World!"
)

```

GO:
```
package
 
main

import
 
"fmt"

func
 
main
()
 
{

    
fmt
.
Println
(
"Hello, World"
)

}

```

Haskell:
```
module
 
Main
 
where

main
 
::
 
IO
 
()

main
 
=
 
putStrLn
 
"Hello, World!"

```

Java:
```
class
 
Main
 
{

    

    
public
 
static
 
void
 
main
(
String
[]
 
args
)
 
{

        
System
.
out
.
println
(
"Hello World!"
);

    
}

    

}

```

JavaScript:
```
console
.
log
(
'Hello, World!'
);

```

Lua:
```
print
(
"Hello World!"
)

```

PHP:
```
<?php

  
echo
 
"Hello World!"
;

?>

```

Python:
```
print
(
"Hello World"
)

```

Ruby:
```
puts
 
'Hello World!'

```

Swift:
```
println
(
"Hello, world!"
)

```

Asemblerski jezik:
```
.data
                               
# Dohvati podatke iz sljedećih linija

msg:
 
.asciiz
 
“\
nHello
,
 
World
!
\
n
”
    
# Spremi adresu stringa "\nHello, World!\n" pod oznaku "msg"

.text
                               
# Označi početak koda

main:
                               
# Označi mjesto početka izvođenja programa

li
 
$v0
,
 
4
                           
# Spremi cijeli broj 4, koji označava "print string" u registar v0

la
 
$a0
,
 
msg
                         
# Ubaci adresu stringa "\nHello, World!\n" u a0 registar

syscall
                             
# Pozovi sistem

li
 
$v0
,
 
10
                          
# Spremi cijeli broj 10, koji označava "exit" u registar v0

syscall
                             
# Pozovi sistem

```

Strojni jezik:
```
b8
    
21
 
0
a
 
00
 
00
   
#premjesti "!\n" u eax

a3
    
0
c
 
10
 
00
 
06
   
#premjesti eax u prvu memorijsku lokaciju

b8
    
6
f
 
72
 
6
c
 
64
   
#premjesti "orld" u eax

a3
    
08
 
10
 
00
 
06
   
#premjesti eax u sljedeću memorijsku lokaciju

b8
    
6
f
 
2
c
 
20
 
57
   
#premjesti "o, W" u eax

a3
    
04
 
10
 
00
 
06
   
#premjesti eax u sljedeću memorijsku lokaciju

b8
    
48
 
65
 
6
c
 
6
c
   
#premjesti "Hell" u eax

a3
    
00
 
10
 
00
 
06
   
#premjesti eax u sljedeću memorijsku lokaciju

b9
    
00
 
10
 
00
 
06
   
#premjesti pokazivač na početak memorijske lokacije registra ecx

ba
    
10
 
00
 
00
 
00
   
#premjesti veličinu stringa u edx

bb
    
01
 
00
 
00
 
00
   
#premjesti "stdout" broj u ebx

b8
    
04
 
00
 
00
 
00
   
#premjesti "print out" syscall broj u eax

cd
    
80
            
#pozovi jezgru linuxa da izvrši ispis na "stdout"

b8
    
01
 
00
 
00
 
00
   
#premjesti "sys_exit" broj u eax

cd
    
80
            
#izvrši ga pomoću linux sys_call metode

```